# Eugène Emmanuel Amaury Duval
Eugène Emmanuel Amaury Pineux Duval (16. dubna 1808 Montrouge – 25. prosince 1885 Paříž), známý spíše pod pseudonymem
Amaury Duval, byl francouzský malíř, žák Jeana Augusta Dominiquea Ingrese.

## Životopis
Amaury-Duval se narodil v Montrouge u Paříže v rodině právníka, diplomata, spisovatele a učence Charles-Alexandre-Amauryho Pineuxe (1760–1838), který si také říkal Amaury-Duval.
Stal se jedním z prvních studentů v Ingresově ateliéru. Jeho učitel na něj měl značný vliv. V roce 1829 se zúčastnil výpravy učenců a umělců, kterou Karel X. vyslal v době řecké osvobozenecké války do Řecka. Amaury-Duval se tam věnoval převážně archeologickým kresbám.
Pařížského Salonu výtvarníků se poprvé zúčastnil v roce 1833 s řadou portrétů, jako byla například Dáma v zeleném, která již neexistuje, či umělcův Autoportrét, který je dnes umístěn v Musée des Beaux-Arts de Rennes v Rennes). V roce 1834 vystavoval svého Řeckého ovčáka objevujícího antický basreliéf.
V letech 1834–1836 se vypravil na dlouhou studijní cestu do Florencie, Říma a Neapole, při níž se seznámil s italským renesančním uměním. Po návratu do Francie se dostal mezi umělce, jež vláda Napoleona III. pověřila výzdobou některých kostelů. Jednalo se o kapli sv. Filomény v pařížském kostele Saint-Merry (1840–1844), o kapli Panny Marie v pařížském kostele Saint-Germain l'Auxerrois (1844–1846) a o farní kostel v Saint-Germain-en-Laye (1849–1856).
Amaury-Duval vydal také svoje paměti. Zemřel v Paříži v roce 1885.

## Dílo
Je známo 76 obrazů, jež Amaury-Duval namaloval. Patří k nim:
- Dívka na břehu moře (kol. 1853)
- Antická koupající se (1857)
- Zvěstování (1860)
- Zrození Venuše (1862), dnes v Palais des Beaux-Arts de Lille v Lille
- Madame de Loynes (Jeanne Détourbay) (1862), dnes v Musée d'Orsay v Paříži

## Galerie

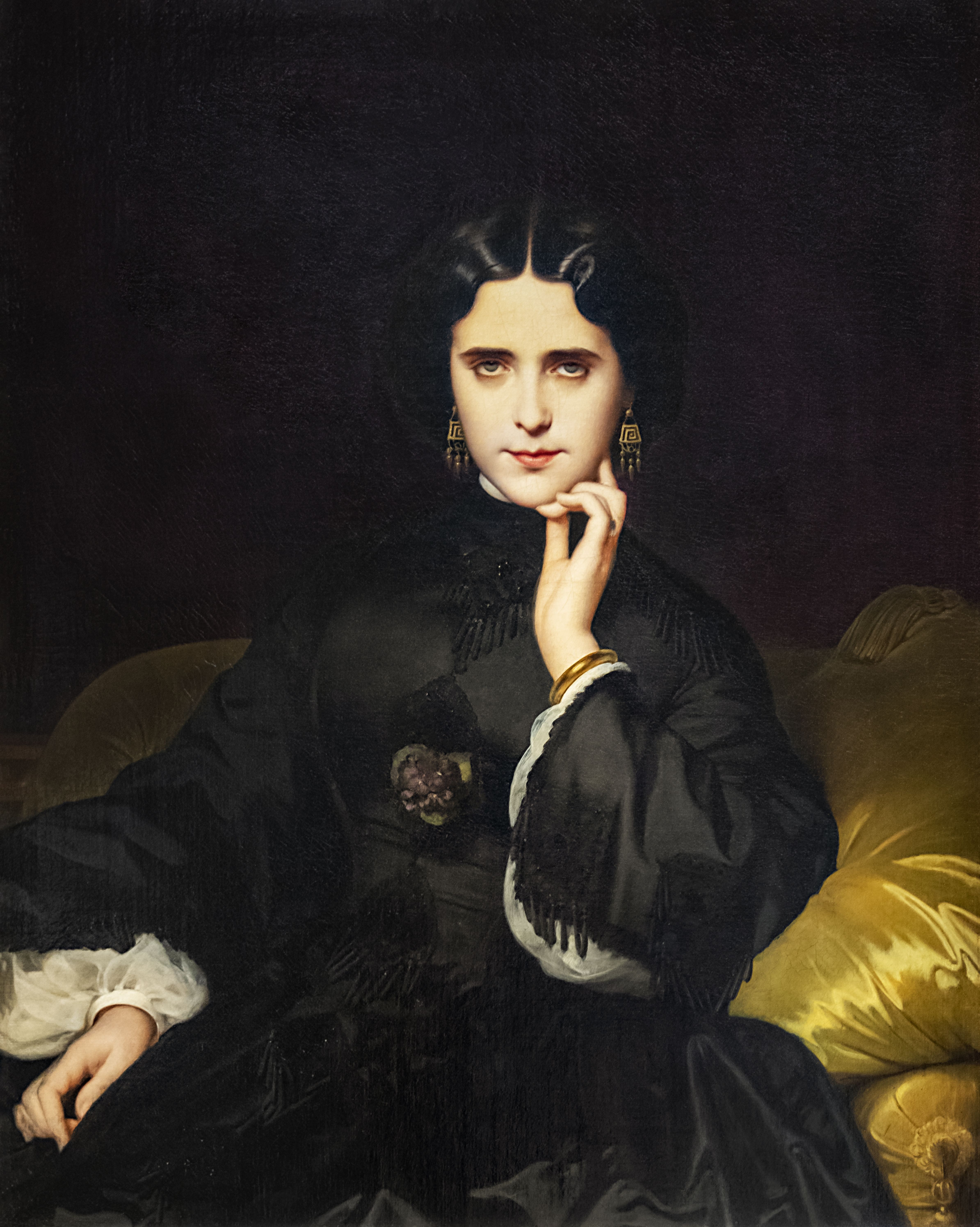
Madame de Loynes (1862)
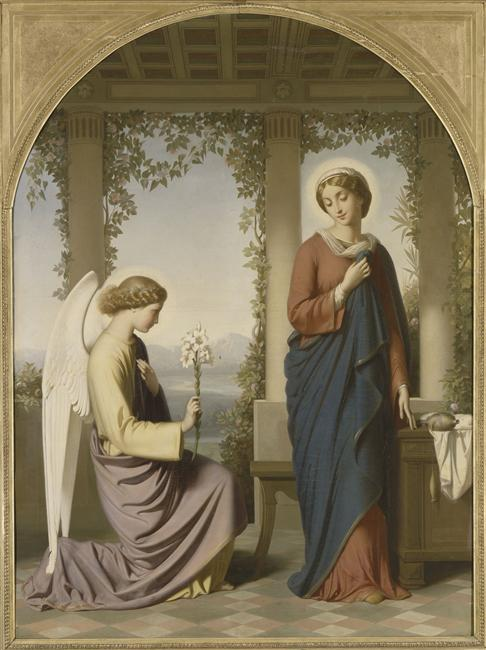
Zvěstování (1860)
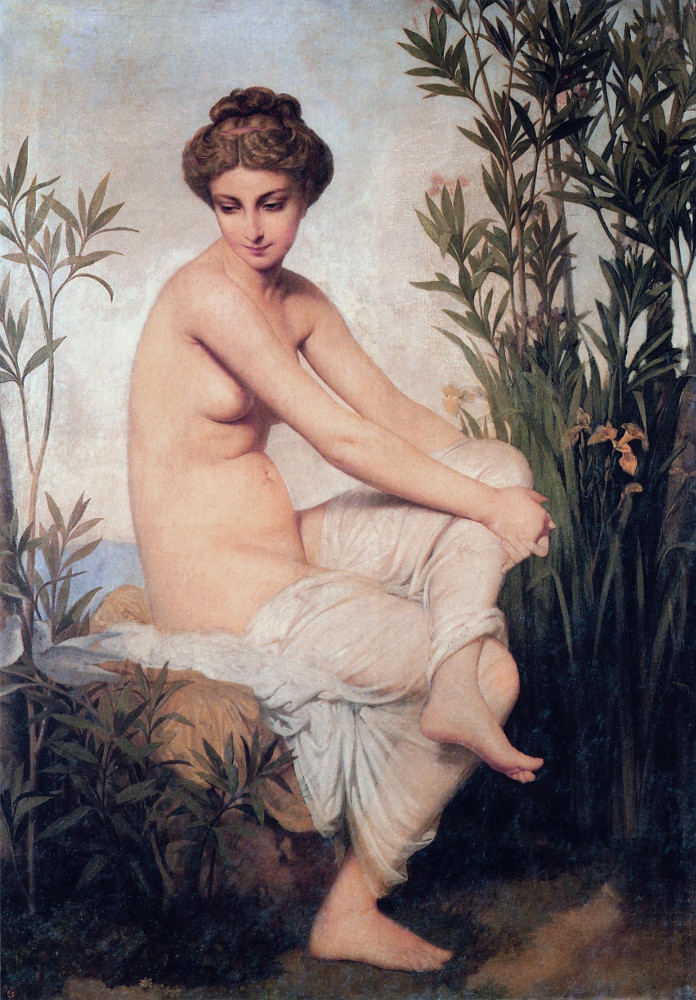
Antická koupající se (1857)
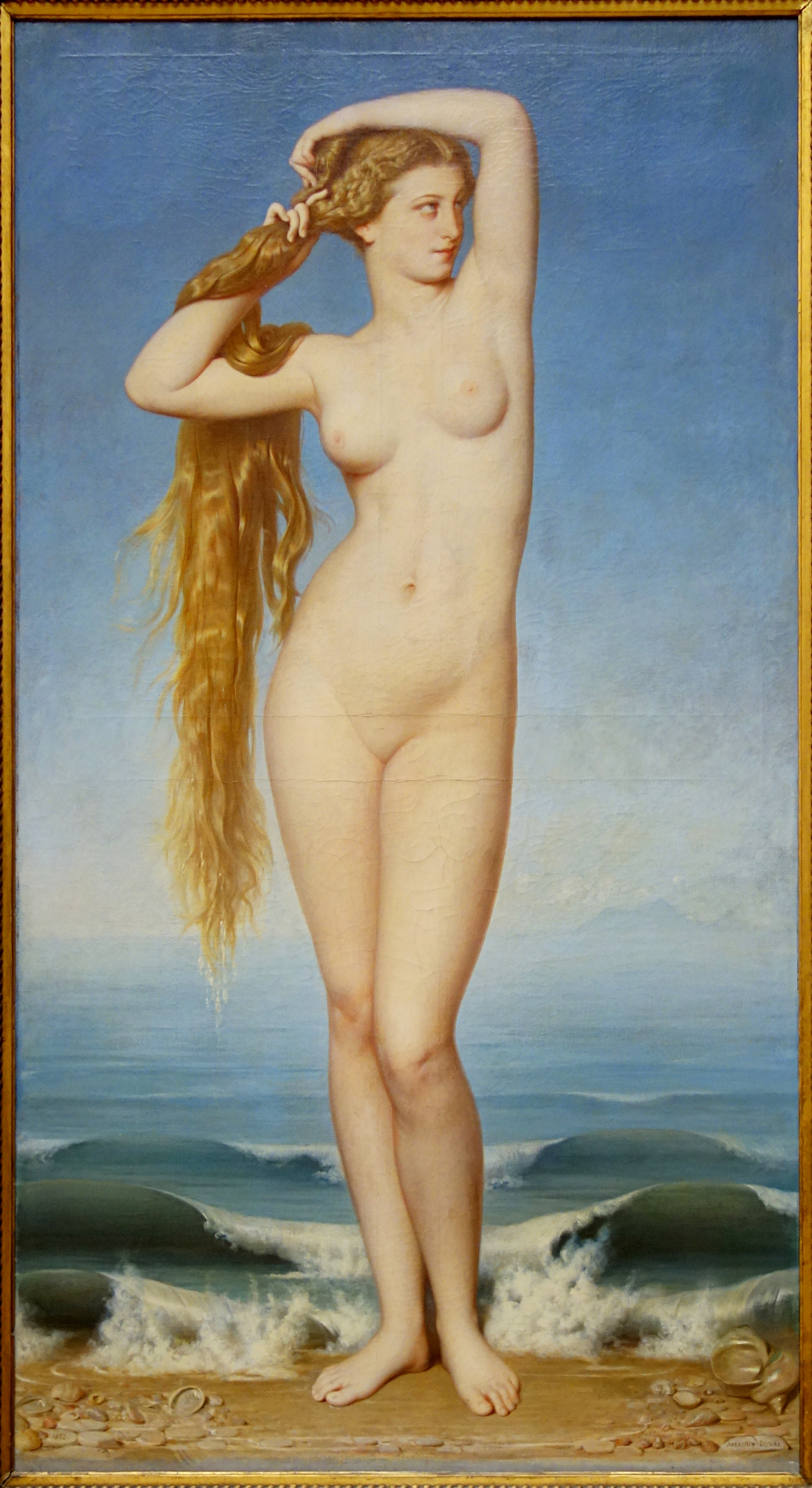
Zrození Venuše (1862, Palais des Beaux Arts, Lille)